# Tropiciele zła
Tropiciele zła (ang. Not Just A Witch) – książka dla dzieci autorstwa Evy Ibbotson, przetłumaczona na język polski przez Tomasza Wilusza i wydana w Polsce w 2003 roku przez wydawnictwo Elf.

## Fabuła
Książka opisuje dwie czarownice: Hecate Tenbury-Smith i Dorę Mayberry. Heckie potrafiła zamienić ludzi w zwierzęta, a Dora w kamień. Były najlepszymi przyjaciółkami. Razem chciały oczyścić świat od zła. Gdy na balu z okazji ukończenia szkoły miały takie same kapelusze, pokłóciły się. Następnie Heckie zamieszkała w Wellbridge i tam spotkała Daniela Trenta, który miał się opiekować małym dzieckiem. Heckie zamieniła dziecko w buldoga i chłopiec pobiegł ją poprosić, żeby odwróciła czar. Mieli wiele przygód. Heckie spotkała oszusta, który chciał zarobić na irbisach, ale pod koniec książki wszystko się wydało i Dora pogodziła się z Heckie.